# Андрусівка (Богодухівський район)
Андру́сівка — село в Україні, у Коломацькій селищній громаді Богодухівського району Харківської області. Населення становить 44 осіб. До 2017 орган місцевого самоврядування — Шляхівська сільська рада.

## Географія
Село Андрусівка розташоване на перетині автошляхів E40М03 та Т 2117. До села примикає село Бондарівка, за 1,5 км — колишнє село Куцівка. Селом протікає пересихаючий струмок з загатою.

## Історія
Село засноване 1775 року.
12 червня 2020 року, розпорядженням Кабінету Міністрів України № 725-р «Про визначення адміністративних центрів та затвердження територій територіальних громад Харківської області», увійшло до складу Коломацької селищної громади.
19 липня 2020 року, в результаті адміністративно-територіальної реформи і ліквідації Коломацького району, село увійшло до складу Богодухівського району.

## Населення

### Мова
Розподіл населення за рідною мовою за даними перепису 2001 року:
| Мова       | Кількість | Відсоток |
| ---------- | --------- | -------- |
| українська | 40        | 90.91%   |
| білоруська | 3         | 6.82%    |
| російська  | 1         | 2.27%    |
| Усього     | 44        | 100%     |